# Віденський бал

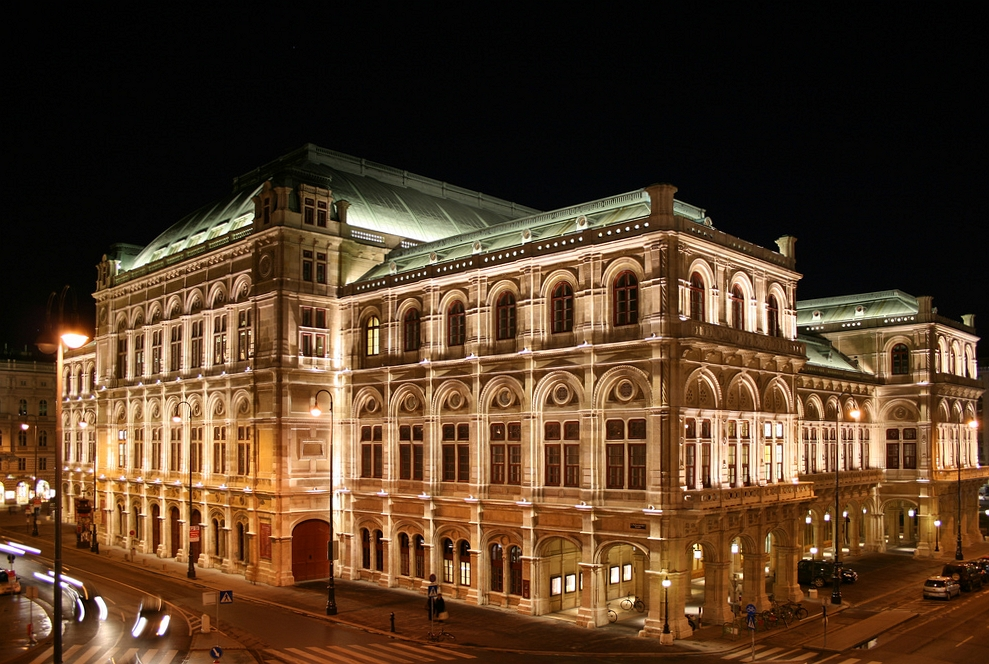
Віденська державна опера

Віденський бал — традиційний захід, який відбувається у Відні під час бального сезону. Віденські бали занесені до списку ЮНЕСКО нематеріальної культурної спадщини Австрії. Величним балом вважається Оперний бал.

## Класичний Віденський бал
ЮНЕСКО були створені певні критерії, які бал повинен мати, щоб вважатися справжнім Віденським балом.
Серед іншого, повинні дотримуватися особливого бального протоколу і проведення балу. Бал повинен відкриватися молодими парами дебютантів, опівночі обов'язково має бути опівнічний виступ і під ранок урочисте закриття балу.

## Історія

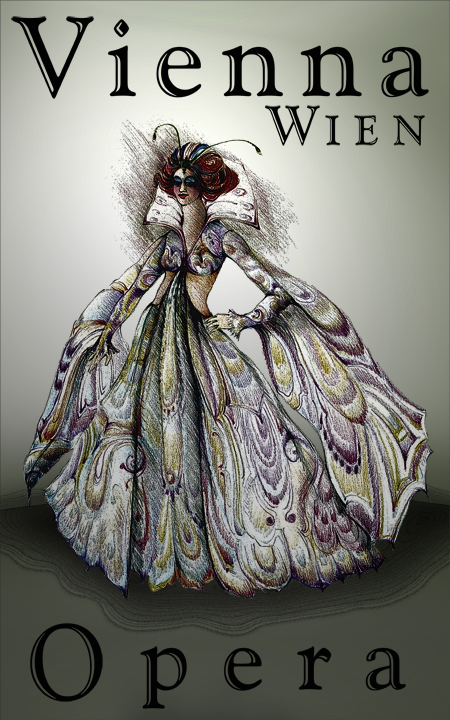
Віденська опера. Бал

Корені віденських балів слід шукати ще в часи віденського конгресу. У I -ій половині XIX століття в карнавальний сезон кожен вечір у Відні влаштовувалося до 250 балів. У танцях брали участь практично усі: від аристократів до простих людей. В кінці століття однією з головних подій в імперії став «Придворний бал». На нього запрошувалася тільки знатні, тому події відбувалися на балу зазвичай довго обговорювалися жителями Відня.
Але в 1899 році переживаючи через смерть дружини Єлизавети, імператор Франц-Йосиф відмінив проведення балу.
У 1921 році на місце «Придворного балу» прийшов «Оперний бал». Почав своє існування він задовго до цього в редутних залах палацу. Але був переміщений в новий оперний театр, побудований за наказом Франц-Йосиф в 1869 році. Саме там 11 грудня 1877 року відбувся перший великий «Оперний бал», в якому Едуард Штраус, молодший брат відомого маестро, управляв оркестром. Відмітною особливістю нового балу стало те, що особи пані обов'язково мали бути прикриті масками, і вибір пари був за пані.
Можливість проявитися в цій «таємничій грі» спочатку була погано сприйнята консерваторами, але у результаті принесла балу велику популярність.
«Віденським балам» вже майже 200 років, але і зараз вони не втрачають своєї популярності. Навпаки, отримавши репутацію фешенебельних і респектабельних подій, по цьому образу і подобі у багатьох містах світу проводяться бали.

## Учасники

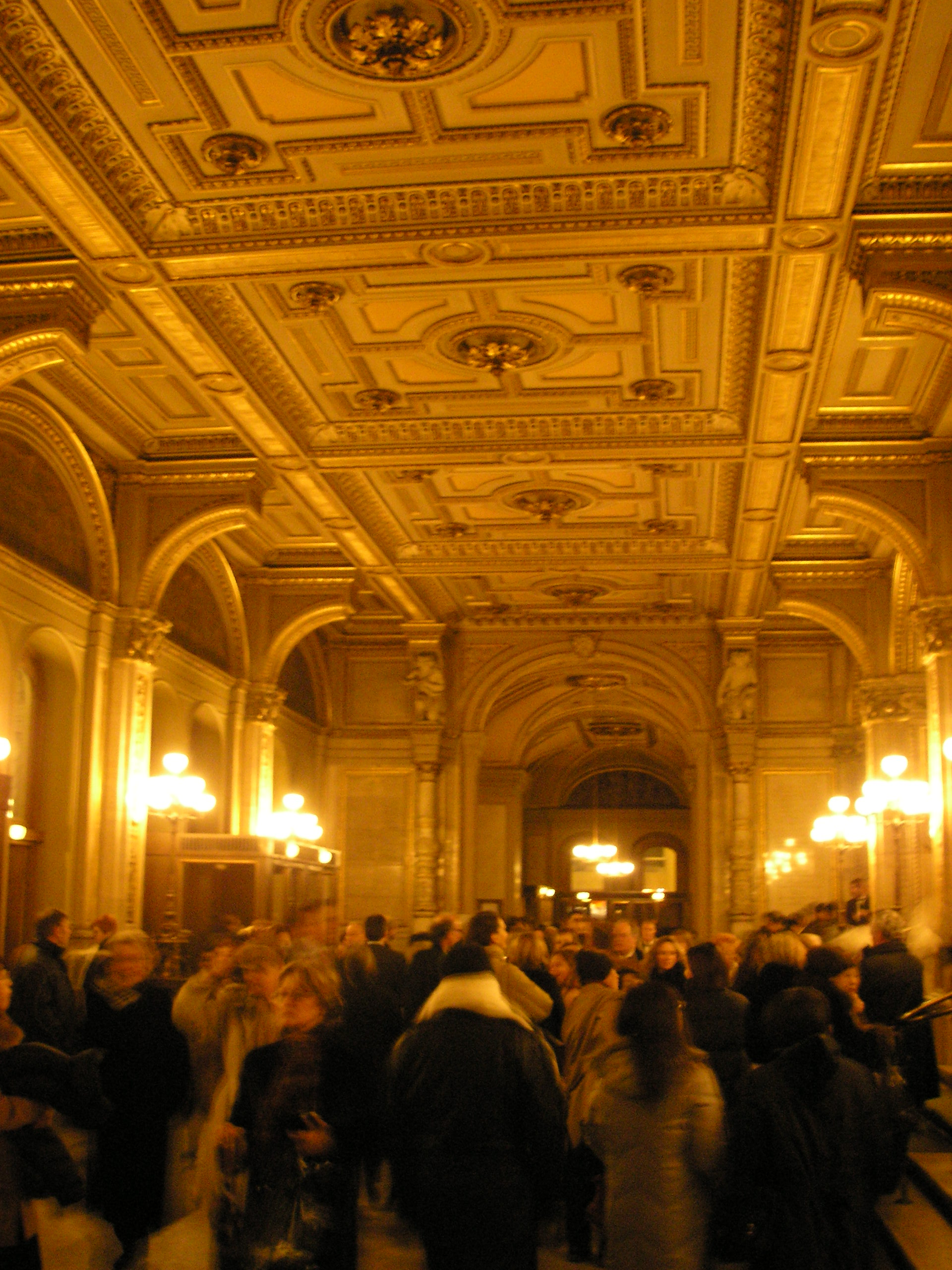
Зал Віденської державної опери

Відкриває бал грандіозний полонез, в якому беруть участь спеціально відібрані дівчата і молоді люди, на оперному балу навіть близько 200 пар. Після відкриваючого полонезу на більшості балів дебютанти танцюють веселу польку і закінчують свій виступ вальсом. Головним критерієм відбору учасників є уміння танцювати, зокрема виконувати правосторонній і лівобічний поворот вальсу. Додатковими критеріями також виступають костюми.
Дівчата, що відкривають бал, мають бути у білій сукні і з букетиком квітів, а на оперному балу також повинні обов'язково прикрасити голову короною (моделі якої міняються щороку). Кавалери ж мають бути одягнені в фраки або мундири, хоча на деяких балах дозволений і смокінг. І перш ніж починається вальс для усіх учасників балу, молоді пари знову показують свої уміння, але вже в лівобічному вальсі.
Залежно від розміру балу він приймає найрізноманітніші кількості гостей. Найбільший — Оперний бал, відвідують до п'яти тисяч гостей і близько тисячі обслуговчого персоналу — музиканти, кухарі, кравці, взуттєвики.

## Бальний сезон
Бальним сезоном у Відні вважається час з 11 листопада і до вівторка фашінга, хоча деякі бали проводяться і в інший час.
Перший великий бал традиційно проходить в новорічну ніч в Гофбурзі, це Імператорський бал. Звучать найпопулярніші мелодії часів монархії, включаючи вальси Штрауса і Легар Франца, і музика віденських класиків — Моцарта, Бетховена і Гайдна.
Під час бального сезону у Відні проводиться понад 300 балів, починаючи від балів різних професій («Бал Юристів», «Бал Мисливців»), і закінчуючи великими балами від державних і культурних організацій («Бал Віденських Філармоніків», «Оперний Бал»).
Поза сумнівом, головну роль в усій Європі грає Віденський Оперний бал, який зазвичай проводиться в середині лютого і збігається зі святами «фашінгів», — веселих австрійських карнавалів і маскарадів. Він прирівнюється до державного прийому, і зазвичай на нім є присутнім президент Австрії.
Усе розпочинається з традиційного полонезу, в якому беруть участь дебютанти. Після танцю дебютантів танцюють усі. Але усі чекають найголовнішого танцю, яким безумовно є знаменитий Віденський вальс.

## Українські артисти на Віденському балі
У 2015 році Ольга Безсмертна стала першою українською оперною співачкою, яка відкривала Віденський бал у Віденській державній опері з початку його заснування в 1958 році.